# Marie Deschamps
Marie Deschamps CC (* 2. Oktober 1952 in Repentigny, Quebec) ist eine kanadische Rechtsanwältin, Richterin und Hochschullehrerin. Sie war die zweite Frau, die vom Berufungsgericht von Quebec zum Obersten Gerichtshof von Kanada aufstieg.  Sie ist seit 2006 außerordentliche Professorin an den juristischen Fakultäten der Université de Sherbrooke und seit 2012 an der McGill University.

## Leben und Werk
Deschamps erhielt 1974 ein Lizenziat in Rechtswissenschaften von der Université de Montréal und 1983 einen LL.M. von der McGill University. Sie wurde 1975 als Anwältin in Quebec zugelassen und war als Prozessanwältin bei verschiedenen Anwaltskanzleien in der Provinz Quebec im Straf-, Zivil- und Handelsrecht tätig.
Sie wurde 1990 zur Richterin am Obersten Gerichtshof von Quebec, am 6. Mai 1992 zur Richterin am Berufungsgericht von Quebec und am 7. August 2002 zur Richterin am Obersten Gerichtshof von Kanada ernannt.
Seit 2006 ist sie außerordentliche Professorin an der juristischen Fakultät der Université de Sherbrooke und seit 2012 an der McGill University. Sie war Vorstandsmitglied der Université de Montréal und Mitglied des Vorstands der Alumni-Vereinigung der Université de Montréal.
Sie saß 1986 im Beratungsausschuss zur Reform des Insolvenzgesetzes und von 1986 bis 1990 im Beirat des Wettbewerbsgerichts. 2005 wurde sie als Mitglied des American College of Trial Lawyers aufgenommen.
Am 7. August 2012 zog sie sich aus dem Justizwesen zurück und trat 2013 wieder in die Anwaltskammer in Quebec ein. 2014 wurde sie mit der Durchführung der externen Überprüfung von sexuellem Fehlverhalten und sexueller Belästigungbei den kanadischen Streitkräften beauftragt. 2015 wurde sie zur Vorsitzenden des externen unabhängigen Überprüfungsgremiums der Vereinten Nationen zu sexueller Ausbeutung und Missbrauch durch internationale Friedenstruppen in der Zentralafrikanischen Republik ernannt. 2016 war sie Mitglied des Überprüfungsausschusses für die Vergütung von Richtern in der Provinz Quebec. 2017 wurde sie zur Vorsitzenden des Expertengremiums des Council of Canadian Academies für medizinische Sterbehilfe ernannt. 2018 wurde sie zur Beisitzerin im LGBT-Säuberungs-Sammelklagevergleich ernannt. 2019 wurde sie von Premierminister Justin Trudeau zum Mitglied der National Security and Intelligence Review Agency und 2021 zur Vorsitzenden ernannt.
Sie war von 2013 bis 2019 Mitglied des Vorstands von Educaloi und von 2014 bis 2019 von Energir und fungiert seit 2013 als Treuhänderin von Pro Bono Canada.
Deschamps heiratete den Geschäftsmann Paul Gobeil, mit dem sie zwei Kinder bekam.

## Auszeichnungen
- 2008: Ehrendoktorwürde der Université de Montréal
- 2013: Companion des Order of Canada[5]
- 2013: FR Scott Award, Law School der McGill University
- 2014: Ehrendoktorwürde der University of Sherbrooke
- 2014: „Lawyer Emeritus“ der Quebec Bar
- 2021: Ehrendoktorwürde des Royal Military College of Canada[6]